# Hispa nigrina
Hispa nigrina là một loài bọ cánh cứng trong họ Chrysomelidae. Loài này được Dohrn Tennent miêu tả khoa học năm 1868.